# Tephrosia meyerana
Tephrosia meyerana är en ärtväxtart som beskrevs av Jan Bevington Gillett. Tephrosia meyerana ingår i släktet Tephrosia och familjen ärtväxter. Inga underarter finns listade i Catalogue of Life.